# Vikmanshyttan
Vikmanshyttan – miejscowość (tätort) w Szwecji, w regionie administracyjnym (län) Dalarna, w gminie Hedemora.
Według danych Szwedzkiego Urzędu Statystycznego liczba ludności wyniosła: 840 (31 grudnia 2015), 875 (31 grudnia 2018) i 914 (31 grudnia 2019).